# Alburnus doriae
Alburnus doriae là loài cá vây tia thuộc chi Alburnus sống ở Iran và từng được cho rằng chỉ sống ở miền trung Iran. Nghiên cứu gần đây đã chỉ ra rằng nó phổ biến hơn so với suy nghĩ trước đây khi Alburnus amirkabiri và Petroleuciscus esfahani có lẽ là danh pháp đồng nghĩa của loài Alburnus doriae.

## Mô tả
Alburnus doriae là loài cá thân mảnh, cơ thể có dấu hiệu bị nén lại rõ rệt khi mặt lưng thẳng hoặc lồi ra một ít, có mỏ nhọn và hàm dưới thường có dấu hiệu nằm ngoài hàm trên, mỏ dài ít nhất bằng đường kính của mắt và bằng khoảng cách giữa các hốc mắt, vùng giao thoa là lõm. Miệng hướng lên trên. Chiều dài tiêu chuẩn tối đa là 134mm. Lưng có từ màu nâu ô liu sẫm đến màu xám với màu bạc ở hai bên sườn, bụng và phần dưới của đầu, một dải màu xám đen chạy từ phía sau mắt đến cuống đuôi có các đốm nâu sẫm hơn bên dưới và phía trên cơ quan đường bên. Vây không có màu ngoài các gốc vây ngực và vây bụng có màu cam.

## Phân bố loài
Alburnus doriae là loài đặc hữu của Iran, được tìm thấy ở hai lòng chảo thoát nước nội lục của sông Zayandeh gần thành phố Ishfahan cũng như ở sông Qom và sông Gareh-Chai là các nhánh của hồ nước mặn Namak. Loài cũng đã được ghi nhận sống ở dòng suối được gọi là Shahrekord, chảy vào sông Karun, nhánh sông thấp nhất của Tigris.

## Đặt tên
Alburnus doriae được mô tả bởi nhà động vật học người Ý Filippo de Filippi vào năm 1865 từ các mẫu vật được thu thập bởi Giacomo Doria vào năm 1862 ở "vòng quanh Shiraz". Tên khoa học được đặt nhằm vinh danh Doria.